# Kontxu Odriozola
Kontxu Odriozola Lesaka (Azpeitia, Guipúscoa, 7 de juliol de 1945 - 5 de febrer de 2016) va ser una actriu basca, coneguda pel seu paper de María Luisa en la sèrie Goenkale.

## Biografia
Va treballar com a professora d'escola durant 17 anys. Va formar part de la pedrera d'actors i actrius de l'Escola de Teatre Antzerti. Va treballar en teatre i cinema, però va ser la televisió la que li va donar la popularitat entre el públic basc.
En 2008 va rebre el premi de la Unió d'Actors Bascos com a reconeixement a la seva trajectòria.
Va morir el 5 de febrer de 2016 víctima d'un càncer.

## Filmografia
- Hamaiketakoa (2012)
- Urte berri on, amona! com Maritxu (2011)
- Médico de familia (1996)
- Goenkale com María Luisa (1994)
- Las seis en punta (1987)